# Blotta ögat

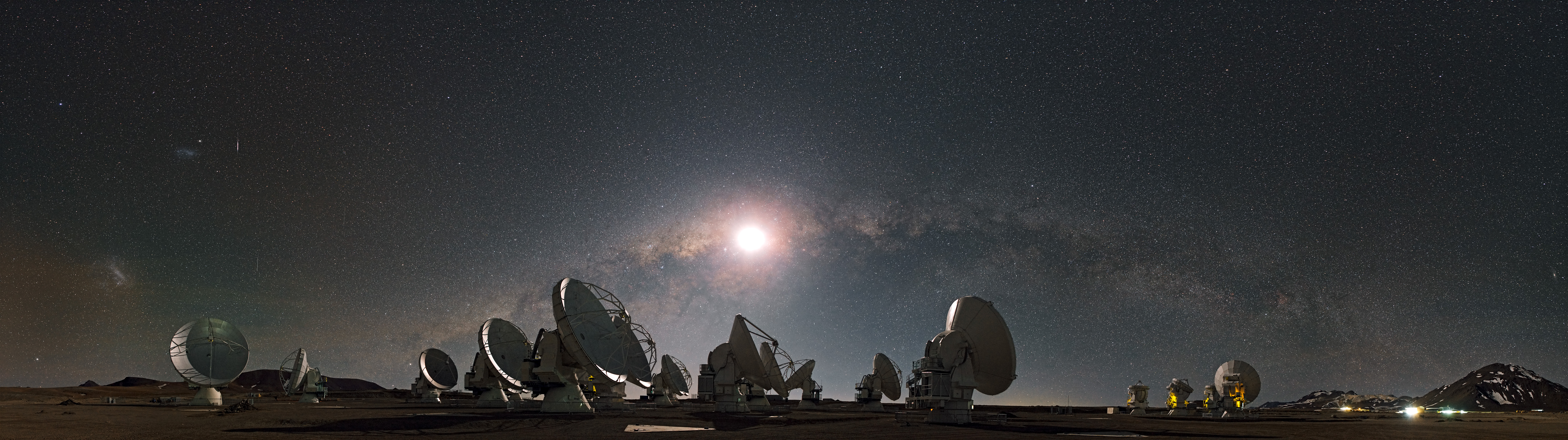
Stjärnhimmel i Chile.

Blotta ögat är ett uttryck som används speciellt inom astronomin, som ett uttryck för när man observerar ett objekt utan optiska hjälpmedel annat än möjligen glasögon. 
Ingen ljusförstärkning, ingen förstoring och ingen extra ljusinsamling sker när man observerar någonting "med blotta ögat". Om ett objekt syns för blotta ögat, är det alltså synligt utan ljusförstärkande hjälpmedel som till exempel kikare eller teleskop, och inom astronomin anses gränsmagnituden för objekt synliga för blotta ögat vara någonstans mellan 6 och 7 beroende dels på observationsförhållandena, dels på observatörens syn.
Från jorden är sex andra planeter synliga för blotta ögat: Merkurius, Venus, Mars, Jupiter, Saturnus och Uranus.
Ett analogt uttryck är "obeväpnat öga".

### Fotnoter
1. ↑  Andrew Fazekas (1 mars 2012). ”Fem planeter synliga på natthimlen”. National Geographic Sverige. http://natgeo.se/rymden/planeter/fem-planeter-synliga-paa-natthimlen. Läst 15 november 2016.